# Barnfattigdom

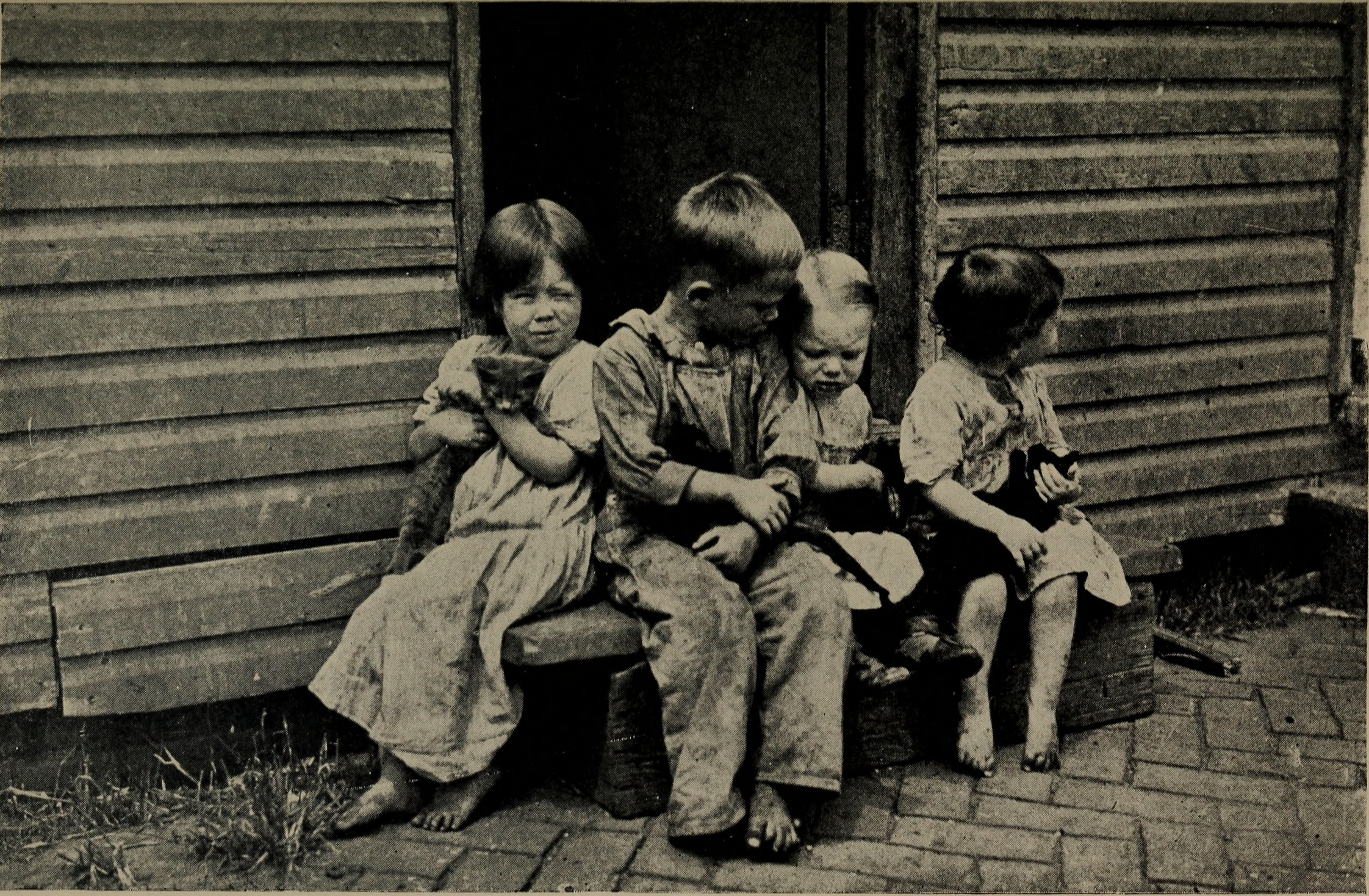
Barnfattigdom 1914.

Barnfattigdom avser situationer där barn lever i familjer eller hushåll med inkomster som är så låga att de inte kan tillgodose familjens eller hushållets grundläggande behov som mat, kläder, tryggt boende och tillgång till utbildning och sjukvård. Begreppet har olika definitioner, främst vad avser fattigdom. Med barn avses vanligen individer fram till 18-årsdagen.
Den politiska diskussionen om barnfattigdom på 2000-talet handlar främst om välutvecklade industriländer.[källa behövs] Med fattigdom kan avses relativ fattigdom, en familjeinkomst som är väsentligt lägre än medel- eller medianvärdet och/eller berättigar till bidrag. Det finns flera definitioner för hur den relativa fattigdomsnivån ska mätas. Relativ fattigdom kan aldrig utrotas.

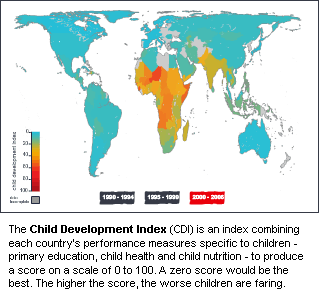
Världskarta som visar Child Development Index 2000-2008.

Med fattigdom i absoluta termer avses en familjeinkomst under en viss nivå i kronor och ören, till exempel måttet extrem fattigdom, som för barnens del förknippas med undernäring, hög barnadödlighet och barnarbete i stället för skolgång. Detta hör numera till historien, utom i några länder i Afrika och södra Asien. Child Development Index (CDI) är ett mått utvecklat av brittiska Rädda barnen, och anges på en skala från 0 (bäst) till 100 (sämst). CDI är en sammanvägning av följande indikatorer:
- Utbildningsnivå (andelen barn i skolåldern som inte är inskrivna i skolan).
- Hälsa (barnadödlighet under fem års ålder)
- Föda och svält (andelen barn under fem års ålder som är måttligt eller allvarligt underviktiga, definierat som två standardavvikelser under medianvikten för åldersgruppens referenspopulation)

## EU
Den definition som EU och även svensk SCB använder av allvarlig materiell fattigdom innebär att familjen inte har råd med minst fyra av följande nio poster om de skulle vilja ha denna levnadsstandard: oförutsedda utgifter; en veckas semester per år; en måltid med kött, kyckling eller fisk eller motsvarande vegetariska alternativ varannan dag; tillräcklig uppvärmning av bostaden; tvättmaskin; färg-TV; telefon; bil; samt amortering av skulder.
Inom Europeiska unionen genomfördes 2007 en analys som resulterade i rapporten Child Poverty and Well Being in the EU - current status and way forward. Bland EU:s 27 medlemsländer levde 19 miljoner barn i åldern 0 till 17 år (19 procent av alla barn) under 2006 i hushåll med låg ekonomisk standard. Risken för fattigdom är över 20 procent i mer än hälften av medlemsländerna, 15 procent i Sverige, Belgien och Österrike och som lägst 10 procent i Danmark och Finland.
En definition av "risk för fattigdom" (en form av relativ fattigdom) som har använts i EU innebär att familjens samlade inkomst, inklusive kapitalinkomster och bidrag, är lägre än 60 procent av medianinkomsten i landet. Vid beräkningen tas hänsyn till familjens storlek, räknat i "konsumtionsenheter", där en vuxen per familj räknas som 1 enhet, övriga vuxna som 0,5 och barn under 14 år som 0,3 enheter.[källa behövs]

## Sverige

### Statistik
Barnfattigdomen i Sverige är mycket låg i ett internationellt perspektiv, oavsett hur den mäts. Andelen barn i ekonomiskt utsatta hushåll har minskat från slutet av 1960-talet, men uppvisade en kraftig ökning under 1990-talets andra hälft, till följd av offentliga nedskärningar och hög arbetslöshet som följde på finanskrisen i Sverige 1990–1994. Se utanförskap i Sverige. Den långvariga fattigdomen bland barnfamiljer har därefter minskat kraftigt. Sedan slutet av 1990-talet – och särskilt markant sedan år 2006 – har emellertid antal rika barn och därmed inkomstojämlikheten bland barn ökat, som framgår av SCB-statistiken nedan.
I Sverige har även Rädda Barnen uppmärksammat problemet med absolut barnfattigdom genom årliga rapporter sedan 2002. Mätningarna går tillbaka till 1991 och som mest levde 22,3 procent av alla svenska barn i fattigdom 1997, enligt svenska Rädda Barnens definition. [Uppdatering behövs]
|      | Enligt Rädda Barnen                     | Enligt Rädda Barnen                     | Enligt SCB:s gamla modell                                               | Enligt SCB:s gamla modell                                            | Enligt SCB:s gamla modell                     |
| År   | Antal barn i ekonomiskt utsatta hushåll | Andel barn i ekonomiskt utsatta hushåll | Andel barn i familjer med låg inkomststandard, inkomststöd ej medräknat | Andel barn i familjer med låg inkomststandard, inkomststöd medräknat | Andel barn i familjer med hög inkomststandard |
| ---- | --------------------------------------- | --------------------------------------- | ----------------------------------------------------------------------- | -------------------------------------------------------------------- | --------------------------------------------- |
| 1991 | 273 353                                 | 14,5%                                   |                                                                         |                                                                      |                                               |
| 1995 |                                         |                                         | 18,5%                                                                   | 14,9%                                                                | 7,2%                                          |
| 1996 |                                         |                                         | 21,4%                                                                   | 17,7%                                                                | 7,4%                                          |
| 1997 | 433 000                                 | 22,3%                                   | 21,1%                                                                   | 18,0%                                                                | 8,2%                                          |
| 1998 |                                         |                                         | 17,6%                                                                   | 15,0%                                                                | 9,2%                                          |
| 1999 |                                         |                                         | 15,7%                                                                   | 13,4%                                                                | 11,8%                                         |
| 2000 | 296 055                                 | 15,3%                                   | 13,1%                                                                   | 10,6%                                                                | 17,1%                                         |
| 2001 | 262 315                                 | 13,6%                                   | 11,3%                                                                   | 9,7%                                                                 | 17,2%                                         |
| 2002 |                                         |                                         | 10,9%                                                                   | 9,0%                                                                 | 23,1%                                         |
| 2003 | 246 697                                 | 12,8%                                   | 9,6%                                                                    | 8,0%                                                                 | 22,3%                                         |
| 2004 | 251 585                                 | 13,0%                                   | 9,5%                                                                    | 8,0%                                                                 | 22,4%                                         |
| 2005 | 242 097                                 | 12,6%                                   | 11,3%                                                                   | 9,0%                                                                 | 24,7%                                         |
| 2006 | 228 473                                 | 11,9%                                   | 8,8%                                                                    | 6,8%                                                                 | 30,9%                                         |
| 2007 | 209 930                                 | 10,9%                                   | 8,5%                                                                    | 6,3%                                                                 | 40,0%                                         |
| 2008 | 220 027                                 | 11,5%                                   | 9,2%                                                                    | 6,8%                                                                 | 41,8%                                         |
| 2009 | 247 843                                 | 13,0%                                   | 9,7%                                                                    | 7,9%                                                                 | 41,1%                                         |
| 2010 | 242 303                                 | 12,7%                                   | 10,6%                                                                   | 8,1%                                                                 | 43,2%                                         |
| 2011 | 232 045                                 | 12,1%                                   | 10,3%                                                                   | 8,3%                                                                 | 48,2%                                         |
| 2012 | 230 393                                 | 12,0%                                   | 9,4%                                                                    | 7,5%                                                                 | 48,3%                                         |
| 2013 | 234 214                                 | 12,0%                                   | 9,2%                                                                    | 7,3%                                                                 | 47,9%                                         |
| 2015 | 223 000                                 | 10,8%                                   |                                                                         |                                                                      |                                               |

|      | Enligt SCB:s nya modell | Enligt SCB:s nya modell | Enligt SCB:s nya modell | Enligt SCB:s nya modell |
|      | Låg inkomststandard     | Låg inkomststandard     | Hög inkomststandard     | Hög inkomststandard     |
|      | Antal barn              | Andel barn              | Antal barn              | Andel barn              |
| ---- | ----------------------- | ----------------------- | ----------------------- | ----------------------- |
| 2014 | 205 931                 | 10,7%                   | 886 620                 | 46,2%                   |
| 2015 | 197 841                 | 10,1%                   | 937 347                 | 48,0%                   |
| 2016 | 189 757                 | 9,5%                    | 971 045                 | 48,7%                   |
| 2017 | 202 445                 | 9,9%                    | 996 071                 | 48,8%                   |
| 2018 | 191 100                 | 9,2%                    | 1 045 825               | 50,2%                   |
| 2019 | 196 992                 | 9,3%                    | 1 086 312               | 51,3%                   |

Statistiken avser hemmaboende barn i åldern 0 till 17 år. Ekonomiskt utsatta hushåll innefattar enligt Rädda barnens definition dels familjer som annars skulle leva under existensminimum, dels familjer berättigade till försörjningsstöd (socialbidrag). Under 2008 var 6,7 procent av alla familjer berättigade till försörjningsstöd och 7,1 procent hade låg inkomststandard, med ett överlapp på 2,3 procentenheter, resulterande i en barnfattigdom på 6,7 + 7,1 - 2,3 = 11,5 procent. Notera att med denna definition leder generös tilldelning av försörjningsstöd till ökad barnfattigdom. Från och med statistiken år 2015 (och 2011) används en annan definition av hushåll, baserad på förbättrad statistik över vilka barn som har sammanboende föräldrar.
För jämförelse visar tabellen även SCB:s beräkningar av andel barn med låg inkomststandard (under 1,0) och hög inkomststandard (över 2,0), där begreppet inkomststandard avser den disponibla inkomsten dividerad med en norm för levnadsomkostnader vars storlek beror av familjens sammansättning. Normen består av baskonsumtion (exempelvis mat och kläder), kostnader för boende samt eventuella barnomsorgsutgifter och fackföreningsavgifter.)

### Debatt
Professor Tapio Salonen beräknade 2011 att fattigdomsgapet för barnfattigdomen (hur långt under fattigdomsstrecket fattiga barnfamiljers inkomster sammantaget är) till 15 miljarder kronor, och menade att barnfattigdomen i Sverige skulle kunna avskaffas genom att höja bidragsnivåer med 15 miljarder.
Alliansen lyfte fram frågan som en av 10 punkter i sin familjepolitik från 2010. Här menade man att främst arbetslinjen (bland annat sänkt procentuell skatt till arbetande) skulle kunna förbättra situationen, men föreslog även stöd till ensamstående som en åtgärd. 2012 beslutade Alliansregeringen att göra en höjning av riksnormen i försörjningsstödet.
Socialdemokraterna, bland annat Håkan Juholt, lyfte fram barnfattigdomen som en central politisk fråga, baserat på Rädda Barnens rapporter och Salonens förslag. Man bildade 2011 en arbetsgrupp som skulle redovisa en åtgärdsplan vid partikongressen 2013. 
Uppdrag granskning kritiserade år 2013 barnrättsorganisationerna Bris för att överdriva innebörden av begreppet barnfattigdom i kampanjen "När pengarna inte räcker till" och Rädda barnen i kampanjen "Black" år 2011, där barn som uppfyller Rädda barnens definition på barnfattigdom enligt Uppdrag granskning framställdes som att de inte får tillräckligt med mat eller för årstiden lämpliga kläder. Även organisationen Majblomman kritiserades för att 2008 ha påstått att 40 % av Sveriges barn inte har råd med glasögon och för att hävda att bidragsansökningar ökar i Sverige (vilket de också gjort åren 2007–2009 men inte i längre perspektiv). Programmet kritiserades av tittare för att framställa det som att barnfattigdom inte finns.  Efter Uppdrag gransknings program skulle Bris fortsättningsvis använda begreppet ekonomisk och social utsatthet istället för barnfattigdom, enligt en intervju med organisationens generalsekreterare Kattis Ahlström. Två dagar senare sade hon till Resumé att hon har blivit missförstådd och menade att relativ barnfattigdom finns i Sverige

### Vräkning av barnfamiljer
En utredning om vräkning och hemlöshet bland barnfamiljer i Sverige initierades 2004 av den socialdemokratiskt ledda regeringen. Alliansregeringen och socialminister Maria Larsson (kristdemokraterna) formulerade år 2007, och under valrörelsen 2010, en nollvision för 2012 om vräkning av barnfamiljer, och tillsatte 2010 en utredning. Inga lagar har emellertid förändrats 2011. I hälften av Sveriges kommuner förekom vräkning av barnfamiljer 2010.
| År   | Antal minderåriga berörda av verkställda vräkningar | Genomsnittligt antal barn per verkställd vräkning |
| ---- | --------------------------------------------------- | ------------------------------------------------- |
| 2008 | 718                                                 | 0,239                                             |
| 2009 | 618                                                 | 0,203                                             |
| 2010 | 632                                                 | 0,203                                             |
| 2011 | 663                                                 | 0,237                                             |
| 2012 | 569                                                 | 0,218                                             |
| 2013 | 504                                                 | 0,199                                             |
| 2014 | 459                                                 | 0,206                                             |
| 2015 | 472                                                 | 0,212                                             |
| 2016 | 387                                                 | 0,183                                             |
| 2017 | 392                                                 | 0,187                                             |
| 2018 | 448                                                 | 0,208                                             |
| 2019 | 467                                                 | 0,186                                             |
| 2020 | 449                                                 | 0,203                                             |
| 2021 | 572                                                 | 0,214                                             |
| 2022 | 575                                                 | 0,219                                             |
| 2023 | 674                                                 | 0,232                                             |
| 2024 | 711                                                 | 0,222                                             |

### Hemlöshet
Rädda barnen uppskattar att 5 390 barn levde i hemlöshet enligt Socialsystelsens definition i Sverige under 2015 och 2016, och således levde i osäkra boendeförhållanden. 1 573 av barnen levde i akut hemlöshet. Många av barnen levde i familjer som hade fått långsiktig boendelösning med regelbunden tillsyn av socialtjänsten, exempelvis försöksboende, men var utestängda från den ordinarie bostadsmarknaden. Andra hade boendelösning hos vänner utan långsiktigt kontrakt, bodde tillfälligt på institution utan att boendesituationen var ordnad efter utskrivning eller var en i okänd boendesituation, exempelvis att familjen bodde kvar på asylboende trots att man hade fått permanent uppehållstillstånd. Emellertid är osäkerheten stor - man saknar statistik från många kommuner.
Enligt socialstyrelsen hade 24 150 barn minst en förälder som levde i en hemlöshetssituation under en mätvecka våren 2017.
År 2023 hade över 9 400 barn minst en förälder som levde i vad som enligt Socialstyrelsens utgör en så kallad hemlöshetssituation, varav 5 900 barn bodde på heltid eller växelvis tillsammans med den förälder som var i en hemlöshetssituation.